# Contea di Baylor
La contea di Baylor (in inglese Baylor County) è una contea dello Stato del Texas, negli Stati Uniti. La popolazione al censimento del 2010 era di 3 726 abitanti. Il capoluogo di contea è Seymour. La contea è stata creata nel 1858, ed in seguito organizzata nel 1879. Il suo nome deriva da Henry Weidner Baylor, un chirurgo dei Texas Ranger Division, durante la guerra messico-statunitense.
Baylor County non deve essere confusa con la Baylor University, che si trova a circa 230 miglia a sud-est, nella Contea di McLennan. La contea non deve neanche essere scambiata per il colonnello George W. Baylor, che ha combattuto in Louisiana durante la Guerra di secessione americana.
Baylor County è rappresentata nella Camera dei Rappresentanti del Texas dal repubblicano James Frank, un uomo d'affari di Wichita Falls.

## Geografia fisica
| Anno       | Popolazione | ±%     |
| ---------- | ----------- | ------ |
| 1880       | 715         | Note:  |
| 1890       | 2,595       | 262.9% |
| 1900       | 3,052       | 17.6%  |
| 1910       | 8,411       | 175.6% |
| 1920       | 7,027       | −16.5% |
| 1930       | 7,418       | 5.6%   |
| 1940       | 7,755       | 4.5%   |
| 1950       | 6,875       | −11.3% |
| 1960       | 5,893       | −14.3% |
| 1970       | 5,221       | −11.4% |
| 1980       | 4,919       | −5.8%  |
| 1990       | 4,385       | −10.9% |
| 2000       | 4,093       | −6.7%  |
| 2010       | 3,726       | −9.0%  |
| Stima 2015 | 3,618       | −2.9%  |

La contea è situata nel Texas settentrionale, ad un'altitudine media di 1.250 piedi. La piovosità media annua è di 26.36 pollici. Le temperature variano da una massima media di 98 °F nel mese di luglio ad una minima media di 28 °F nel mese di gennaio. Secondo l'Ufficio del censimento degli Stati Uniti d'America la contea ha un'area totale di 901 miglia quadrate (2330 km²), di cui 867 miglia quadrate (2250 km²) sono terra ferma, mentre 34 miglia quadrate (88 km², corrispondenti al 3,7% del territorio totale) sono costituite dall'acqua.

### Strade maggiori
- U.S. Highway 82
- U.S. Highway 183
- U.S. Highway 277
- U.S. Highway 283
- State Highway 114

### Contee adiacenti
- Wilbarger County (nord)
- Archer County (est)
- Throckmorton County (sud)
- Knox County (ovest)
- Foard County (nord-ovest)
- Wichita County (nord-ovest)
- Haskell County (sud-ovest)
- Young County (sud-est)

## Società

### Evoluzione demografica
Secondo il censimento del 2000, c'erano 4,093 persone, 1,791 nuclei familiari e 1,156 famiglie residenti nella contea. La densità di popolazione era di 5 persone per miglio quadrato (2/km²). C'erano 2,820 unità abitative a una densità media di 3 per miglio quadrato (1/km²). La composizione etnica della contea era formata dal 90.96% di bianchi, il 3.35% di afroamericani, lo 0.59% di nativi americani, lo 0.51% di asiatici, il 3.32% di altre razze, e l'1.15% di due o più etnie. Ispanici o latinos di qualunque razza erano il 9.33% della popolazione.
C'erano 1,791 nuclei familiari di cui il 25.2% aveva figli di età inferiore ai 18 anni, il 53.5% erano coppie sposate conviventi, l'8.2% aveva un capofamiglia femmina senza marito, e il 35.4% erano non-famiglie. Il 33.30% di tutti i nuclei familiari erano individuali e il 19.2% aveva componenti con un'età di 65 anni o più che vivevano da soli. Il numero di componenti medio di un nucleo familiare era di 2.26 e quello di una famiglia era di 2.86.
La popolazione era composta dal 23.4% di persone sotto i 18 anni, il 5.5% di persone dai 18 ai 24 anni, il 21.4% di persone dai 25 ai 44 anni, il 25.6% di persone dai 45 ai 64 anni, e il 24.1% di persone di 65 anni o più. L'età media era di 45 anni. Per ogni 100 femmine c'erano 89.50 maschi. Per ogni 100 femmine dai 18 anni in su, c'erano 86.70 maschi.
Il reddito medio di un nucleo familiare era di 24,627 dollari, e quello di una famiglia era di 34,583 dollari. I maschi avevano un reddito medio di 21,607 dollari contro i 19,571 dollari delle femmine. Il reddito pro capite era di 16,384 dollari. Circa il 12.9% delle famiglie e il 16.1% della popolazione erano sotto la soglia di povertà, incluso il 26.3% di persone sotto i 18 anni e il 9% di persone di 65 anni o più.

## Istruzione
Quasi tutta Baylor County è servita dalla Seymour Independent School District, che serve anche alcune porzioni di contee adiacenti. Una piccola parte è invece servita dalla Olney Independent School District.

## Amministrazione
Lo sceriffo della contea è Robert F. Elliott, che svolge il ruolo dal 27 dicembre 2000, il giudice è l'onorevole Rusty A. Stafford, il tesoriere è Kevin Hostas, mentre la procuratrice è Jennifer Habert Dick.

## Comunità

### City
Seymour (capoluogo)

### Comunità non incorporate
Mabelle
Bomarton